# 考塔诺
考塔诺（義大利語：Cautano），是意大利贝内文托省的一个市镇。总面积19.7平方公里，人口2141人，人口密度108.7人/平方公里（2009年）。ISTAT代码为062021。